# Lil Baby
Dominique Armani Jones
(3 december 1994), professioneel bekend als Lil Baby, is een Amerikaanse rapper.
Hij kreeg bekendheid in 2017 de release van zijn mixtape Harder than Hard, die zijn eerste Amerikaanse Billboard Hot 100-vermelding bevatte met de eerste single My Dawg. Hij volgde met zijn debuutstudioalbum Harder Than Ever (2018), dat piekte op nummer drie in de Amerikaanse Billboard 200 en de Billboard Hot 100 top tien single Yes Indeed (met Drake) voortbracht. In hetzelfde jaar bracht hij nog twee projecten uit: de gezamenlijke mixtape Drip Harder met de uit Georgia afkomstige rapper Gunna - die aanhoudend succes kende met de singles Drip Too Hard en Close Friends - en zijn commerciële mixtape Street Gossip, die een hoogtepunt bereikte op nummer twee in de Billboard 200.